# Sudadio giudabestia 2
Sudadio giudabestia 2 (1980) è l'ottavo LP di Ivan Della Mea, pubblicato dall'etichetta discografica I dischi del sole.

## Tracce
1. E lui moriva – 6:52
2. Sebastiano – 3:55
3. La Rita è tornata – 4:47
4. Omaggio a Elvis – 3:20
5. Lenin's Rock – 5:10
6. Io So Che Un Giorno – 0:32
7. L'Inverno – 2:39
8. Viva la Rita – 1:29
9. Ridi Rita – 1:56
10. Sudadio giudabestia – 3:26
11. Il vecchio tram – 2:36
12. La rossa utopia – 2:17
13. Le stagioni – 1:23